# Computer Entertainment Supplier's Association
Computer Entertainment Supplier's Association (CESA) là một tổ chức của Nhật Bản được thành lập vào năm 1996 với mục tiêu "thúc đẩy ngành công nghiệp giải trí máy tính [...] nhằm đóng góp vào việc củng cố nền công nghiệp Nhật Bản cũng như nâng cao chất lượng đời sống của người dân." CESA là đơn vị tổ chức các sự kiện lớn hàng năm như Tokyo Game Show, Giải thưởng Game Nhật Bản (Japan Game Awards), và Hội nghị Các Nhà Phát triển Giải trí Máy tính (CEDEC).
CESA có trụ sở tại Tokyo, Nhật Bản. Tính đến năm 2023, chủ tịch của CESA là Tsujimoto Haruhiro, người cũng đồng thời đang nắm giữ vị trí giảm đốc điều hành của Capcom. Giám đốc điều hành của CESA là Masuda Tsutomu. 
Computer Entertainment Rating Organization (CERO), một công ty chuyên xếp hạng các trò, được thành lập vào tháng 6 năm 2002 như một chi nhánh của CESA và chính thức trở thành tổ chức phi lợi nhuận theo pháp luật Nhật Bản vào tháng 12 năm 2003.